# Fábián József (pünkösdi lelkész)
Fábián József (Esztelnek, 1913. március 13. – Tata, 2002.) pünkösdi lelkész, az Magyar Pünkösdi Egyház elnöke.

## Élete
Fábián József 1913. március 13-án született Esztelneken, az erdélyi havasok alatt, Kézdivásárhely közelében levő kis faluban, egy favágó negyedik gyermekeként. Kétesztendős korában édesapja elesett az oroszokkal vívott első ütközetben. Édesanyjának sem vagyona, sem jövedelme nem volt, testi ereje sem sok, írni-olvasni sem tudott, mit tehetett mást, elosztotta gyerekeit a rokonok között, még örülhetett, hogy vállalták őket. Józsefet Ágnes nevű testvére fogadta be, aki akkortájt ment férjhez egy bányászhoz, Eppich Józsefhez, Tatabányára, Komárom megyébe. Még nem volt 6 éves, amikor Ágnes nénje is meghalt. Néhány év múlva Eppich József újra megnősült. Egy özvegy asszonyt vett el, akinek kereskedése volt és öt gyermeke, bár azok közül csak Siroki István és Anna mentek vele az Eppich-otthonba. Elhatározták, hogy Józsefet visszaküldik az anyjához. 1920-at írtak akkor, és a trianoni békeszerződés Erdélyt, és benne Esztelneket a románoknak adta, azok pedig nem adtak engedélyt a beutazásra.
11 éves korától dolgozott a kereskedésben, mint árurakodó, hajnalban, iskola előtt, és délután, iskola után. 15 éves korában Budapestre szökött. Siroki István szerzett neki szobafestősegédi munkát szállásért és ételért cserébe. Munka volt bőven, de ennivaló kevés. Nagyon sokat éhezett.
16 évesen jutott arra az elhatározásra, hogy véget vet szenvedéseinek, és kinézett magának egy alkalmas helyet a Lánchíd egyik pillérén, hogy a Dunába vesse magát. Már közeledett a Lánchídhoz, amikor egy asszony mellé szegődött, beszélgetni kezdtek: „Ebből az asszonyból a szeretet melege áradt felém. Ilyet én még soha eddig nem éreztem. Ez legyőzött. Visszakísért a lakásomhoz, és megegyeztünk, hogy másnap, vasárnap reggel a villamosmegállónál találkozunk, és elmegyünk Kispestre egy gyülekezetbe, ahol az Úr Jézus énrám vár! Hát én ebben nem hittem, de az asszonyhoz ragaszkodtam, mert jól esett az a szeretet, ami belőle áradt.”
Itt kezdődött az út, amit Fábián József tudatosan nem keresett, nem is sejtette, hogy van ilyen, de megragadta az útjelzőt: a szeretetet. 
A harmadik gyülekezet látogatása alkalmával tért meg, ekkor határozottan érezte és tudta, hogy bűnei meg vannak bocsátva és Isten által elfogadott. A gyülekezetből hazafelé tartva akkora öröm volt benne, hogy ezt a villamos sofőrével is megosztotta, aki később ennek hatására együtt merítkezett be Józseffel.
Anyagi körülményei nem változtak meg és a tél közeledtével szüksége volt cipőtalpaltatásra. Ez volt az első alkalom, amikor a megoldást Istentől kérte és kapta meg. Ugyanis egy váratlan munkával két nap alatt annyi pénzt szerzett, amennyiből egy új cipőt tudott venni magának. Rengeteget olvasta a Bibliát és amikor csak lehetett eljárt Kispestre a gyülekezetbe, még ha ez nagyon távol is volt és anyagi körülményei miatt nehézkes volt az eljutás. Ebben az időben több áldás is érte őt, melyből egyet fel is jegyzett: " Egy alkalommal pénz nélkül indultam Kispestre, a gyülekezetbe. Hittem, hogyha az Úr akarja, adhat valahonnan útiköltséget. Amint a ház kapuján kiléptem, valami fénylett a lábam előtt. Egy vadonatúj kétpengős volt. Egy ideig fedezte a villamos költséget." (Ehhez tudni kell, hogy akkoriban nem volt bérlet, viszont egy villamos átszállójegy ára 24 fillér volt, a menettéri jegy pedig 48 fillér.)
Inasévei egy mellhártyagyulladással fejeződtek be, amibe a nem megfelelő körülményei miatt került. Gyógyulása után Kispestre költözött, ahol segéd lett. A gyülekezetben megtanult hegedülni is, valamint bibliaiskolába járt. A közösség növekedésbe lendült az egész országban. Erre felfigyeltek a parlament felső házának a tagjai. A gyülekezetet betiltották és a vezetőket pedig toloncházba vitték, majd kitoloncolták az országból. Az evangélikus és baptista egyházak befogadásának köszönhetően, megtarthatták az összejöveteleiket a pünkösdi gyülekezetek is. Ekkortájt a lassan felnőtté váló Fábián József a Pest környéki közösségekben  (Vecsés, Üllő, Isaszeg, Pécel, Sashalom, Rákoskeresztúr) kezdte meg az igehirdetői szolgálatát. Budapesten kívül, szolgált Debrecenben, Hajdúhadházon, Pécsett, Darányban, Szigetváron és Békésen is.
Nyaranta a szakmájában dolgozott (szobafestő), télen pedig evangélizálva járta az országot. 1936-ban megismerkedett Gellén Juliannával, akit 1938. július 22-én feleségül vett, majd Kispestre költözött vele. 58 év boldog házasság alatt 13 gyermekük született. József először a Meinl-cég delikatess-üzletében dolgozott, később betársult egy önálló szobafestő és mázoló vállalkozásba.
A második világháború alatt József repülőgyári munkát vállalt Berlinben, így megtanult németül is. Először csoportvezető, később művezető lett. Amikor a háború elérte Kispestet, kb. 30 emberrel együtt az imaház pincéjébe húzódtak és gyermekeikkel itt vészelték át az ütközeteket. 3 hónap után visszamentek a saját házukba, de az orosz katonák még aznap éjjel berontottak hozzájuk és le is telepedtek ott. Ekkor József a családjával Békésre utazott, ahol megszületett a negyedik gyermekük: Attila József. Kezdetben Mezőberényben plántált gyülekezetet, később tudta nélkül kinevezték a békési gyülekezet pásztorának. A szabadtéri alámerítéseket (kereszteléseket) betiltották, így medencéket készítettek és merítették be a megtérteket. A gyülekezetben rengeteg gyermek volt, így szellemi érettségüknek megfelelően foglalkozásokat indítottak nekik. Ez volt az úgynevezett vasárnapi iskola, melynek megtartását a kommunista hatóság betiltotta, így nem volt többé vasárnapi iskola, hanem „gyermek-bibliakör”. 
Fábián Józsefet beválasztották az országos pünkösdi vezetőségbe.